# Punteggiatura giapponese
La punteggiatura giapponese  (約物?, yakumono) include diversi simboli, alcuni diversi dai segni di punteggiatura delle lingue europee. Molti segni, come il punto interrogativo e quello esclamativo, non vengono utilizzati nella scrittura formale.
La lingua giapponese può essere scritta orizzontalmente o verticalmente: alcuni segni di punteggiatura si adattano a tale cambio di direzione, mentre altri rimangono invariati. In un testo verticale, le parentesi tonde e quelle quadre, i punti di sospensione, le lineette e le tildi si possono ruotare di 90° in senso orario.
I segni di punteggiatura giapponese occupano solitamente uno spazio pieno, perciò sono tanto larghi quanto i caratteri circostanti.
La punteggiatura ha iniziato a comparire nel XIX secolo, quando sono state introdotte in Giappone le traduzioni dei testi europei.

## Segni di punteggiatura giapponesi

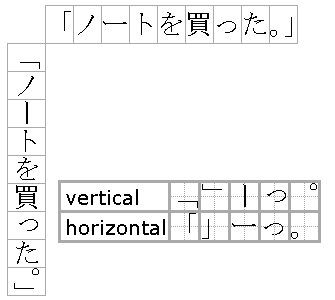
Schema che mostra la differenza dei segni di punteggiatura in un testo con hiragana, katakana e kanji fra la scrittura orizzontale e quella verticale.

### Parentesi
Ci sono molti tipi di parentesi  (括弧?, kakko) utilizzati nella lingua giapponese. Come in inglese le parentesi sono costituite da due segni grafici che servono a distinguere un testo all'interno di un altro. Quando si scrive verticalmente le parentesi sono ruotate in senso orario di 90°. Quando si usa il genkō yōshi, un foglio diviso in quadrati, ogni parentesi occupa il proprio spazio.

#### Parentesi graffe
｛ ｝
 (波括弧?, namikakko, parentesi ondulate)

#### Parentesi tonde
（ ）
 (丸括弧?, marukakko, parentesi tonde)

#### Parentesi quadre
［ ］
 (角括弧?, kakukakko, parentesi angolari)

#### Parentesi lenticolari
【 】
 (隅付き括弧?, sumitsukikakko, parentesi riempite di inchiostro)

### Virgola
| Simbolo | Unicode | JIS X 0213 | Codifica |
| ------- | ------- | ---------- | -------- |
| 、      | U+3001  | 1-1-2      | &#12289; |

La virgola  (読点?, tōten) si può utilizzare in diversi contesti: il suo compito principale è quello di separare elementi diversi all'interno di un'unica frase. Nella scrittura orizzontale, in modo simile alla punteggiatura occidentale, la virgola si posiziona in basso a destra rispetto al carattere che la precede (in un quadrato separato nel genkō yōshi).
Nei testi che contengono sia caratteri giapponesi che quelli latini, potrebbe essere presente anche una virgola occidentale adeguata alle dimensioni dei caratteri circostanti. A differenza della sua controparte occidentale, dopo di essa non si dovrebbe inserire alcuno spazio.
| Simbolo | Unicode | JIS X 0213 | Codifica |
| ------- | ------- | ---------- | -------- |
| ，      | U+FF0C  | 1-1-4      | &#65292; |

### Punti di sospensione
| Simbolo | Unicode | JIS X 0213 | Codifica |
| ------- | ------- | ---------- | -------- |
| …       | U+2026  | 1-3-63     | &#8230;  |
| ‥       | U+2025  | 1-3-63     | &#8229;  |

I punti di sospensione  (リーダ?, rīdā, leader, note anche come 点線, tensen?, linea di puntini, oppure てんてん, ten-ten?, "punto-punto") vengono inseriti quando nel testo vi è una voluta omissione (aposiopesi), un'abbreviazione, una pausa o un pensiero incompiuto. Questo segno di punteggiatura è stato adottato dalle lingue europee.
A differenza dell'ortografia occidentale, in cui i punti di sospensione sono sempre tre, in quella giapponese il loro numero può variare: solitamente sono tre o sei (i "sei puntini" si ottengono accostando due simboli da tre). In un testo orizzontale essi si possono trovare sia in basso a destra rispetto al carattere precedente, che al centro della riga; in un testo verticale, invece, si trovano sempre al centro della colonna.
Altri usi:
- come sostituzione delle lineette;
- nei manga possono esserci dei balloon contenenti solo punti di sospensione, che indicano il silenzio del personaggio.

### Punto fermo
| Simbolo | Unicode | JIS X 0213 | Codifica |
| ------- | ------- | ---------- | -------- |
| 。      | U+3002  | 1-1-3      | &#12290; |

Il punto fermo  (句点?, kuten), a differenza dell'interpunzione occidentale, è un piccolo cerchio, poiché un semplice punto sarebbe difficile da distinguere in un testo in giapponese. Nella scrittura orizzontale, proprio come nelle ortografie europee, il punto fermo giapponese si posiziona in basso a destra rispetto al carattere precedente. In un testo verticale, invece, esso si trova immediatamente sotto l'ultimo carattere (in uno spazio separato nel genkō yōshi). A differenza del giapponese, in un testo verticale cinese, invece, il punto fermo è sempre al centro della colonna.
Il punto fermo giapponese non viene utilizzato in frasi singole: esso svolge sempre il ruolo di separare due frasi. Viene omesso alla fine di un testo riportato tra virgolette e non prevede l'inserimento di uno spazio.
Nei testi che contengono sia caratteri giapponesi che quelli latini, potrebbe essere presente anche il punto fermo occidentale.

#### Nomi contenenti il punto fermo
A partire dagli anni '80 in Giappone iniziano a diffondersi titoli, frasi singole e pubblicità terminanti con il punto fermo. Negli anni '90 nasce il gruppo musicale Morning Musume. (モーニング娘。), che popolarizza e diffonde questo nuovo uso del punto fermo giapponese, il quale si può riscontrare anche in:
- Good Person. (いいひと。ii hito), un manga di Shin Takahashi;
- Ecomoni. (エコモ二。), un gruppo musicale pop di Hello! Project;
- Nobuta. O Produce (野ブタ。をプロデュース), una serie televisiva (dorama) trasmessa dalla NTV nel 2005;
- Your Name. (君の名は。kimi no na wa), un film d'animazione diretto da Makoto Shinkai.

### Punto mediano
Il punto mediano ・  (中黒?, nakaguro, centro nero) o punto medio katakana, come viene denominato dal Consorzio Unicode, diversamente dalla sua controparte occidentale, presenta una larghezza equivalente a quella della maggior parte dei kana e dei kanji. Esso viene principalmente utilizzato per:
- Separare parole giapponesi il cui significato risulterebbe difficile da comprendere se fossero accostate senza nessun tipo di separatore;
- Separare gli elementi in una lista al posto della virgola: 小・中学校 (scuola elementare e media), anziché 小、中学校;
- Separare nomi e parole straniere quando scritte interamente in kana: パーソナル・コンピューター (personal computer);
- Separare nomi giapponesi quando si ha difficoltà a capire il punto in cui termina un nome e inizia quello successivo. (Nei manga l'interpunto viene spesso sostituito da simboli come la stella);
- Separare titoli, nomi e posizioni: 部長補佐・鈴木 (assistente capo reparto Suzuki);
- Separare la parte intera da quella frazionaria in un numero scritto in kanji: 三・一四 (3,14);
- Sostituire le lineette e i due punti nella scrittura verticale.

### Simbolo di alternanza delle parti
| Simbolo | Unicode | JIS X 0213 | Codifica |
| ------- | ------- | ---------- | -------- |
| 〽      | U+303D  | 1-3-28     | &#12349; |

The part alternation mark

Il simbolo di alternanza delle parti 〽  (庵点?, ioriten, punto a capanna, o 歌記号, utakigō?, simbolo poetico) viene utilizzato per indicare l'inizio di una canzone o, in un copione teatrale, il punto in cui inizia la battuta di un altro attore.
Questo simbolo è molto comune nei testi del teatro nō e nello stile poetico del renga (poesia a catena). Nei libri nō esso è presente all'inizio delle parti di ogni personaggio (o del coro), ma a volte viene utilizzata anche la virgoletta aperta (「).

### Virgolette

#### Virgolette semplici
「 」
 (鉤括弧?, kagikakko, parentesi a gancio)

#### Virgolette doppie
『 』
〝 〟
Le virgolette doppie (二重鉤括弧?, nijūkagikakko, doppie parentesi a gancio) vengono utilizzate all'interno di un testo già tra virgolette, che potrebbe essere sia una citazione, che il titolo di un libro. (Non avendo il corsivo, l'unico modo per distinguere un titolo dal resto del testo è, appunto, quello di metterlo tra virgolette.) Talvolta, nei libri le doppie virgolette vengono anche impiegate per esprimere il fatto che il personaggio stia parlando attraverso il telefono o qualsiasi altro tipo di dispositivo.

### Spazio
| Simbolo | Unicode | JIS X 0213 | Codifica |
| ------- | ------- | ---------- | -------- |
| ⟨ ⟩     | U+3000  | 1-1-1      | &#12288; |

Uso degli spazi nel genkō yōshi:
1. Tre spazi prima del titolo;
2. Uno spazio tra il cognome e il nome dell'autore; uno spazio sotto al nome;
3. Uno spazio vuoto prima di ogni paragrafo;
4. Due spazi vuoti sopra i sottotitoli, che devono essere, inoltre, circondati da due colonne vuote;
5. I segni di punteggiatura occupano un quadrato intero. Tuttavia, quando il carattere che li precede si trova in fondo alla colonna, essi devono essere disposti all'interno del quadrato dell'ultimo carattere.

Uno spazio ( ) è un'area vuota del testo. In giapponese la parola spazio (スペース, supēsu?) è un prestito linguistico dall'inglese. Come gli altri segni di punteggiatura, anche lo spazio presenta la stessa misura dei caratteri CJK: per questo motivo esso viene anche chiamato spazio ideografico.
Nelle lingue occidentali come l'italiano, lo spazio viene utilizzato per separare le parole l'una dall'altra e dai segni di punteggiatura. Nei testi giapponesi, invece, gli spazi vengono raramente usati, se non nei testi interamente scritti in katakana o hiragana, nei quali la loro presenza è fondamentale per evitare confusione.
In giapponese lo spazio si può ritrovare all'inizio di un paragrafo. Tale regola viene seguita soprattutto nel genkō yōshi. Esso viene anche inserito dopo segni di punteggiatura stranieri, come il punto esclamativo e il punto interrogativo, e tra il cognome e il nome. Talvolta lo spazio ideografico sostituisce i due punti e la virgola: 大和銀行 大阪支店 (banca di Yamato, filiale di Osaka).
Quando il carattere non è facilmente reperibile, si può fare ricorso all'HTML entity &emsp;, lo spazio che ha la stessa lunghezza della lineetta emme. Esso non presenta alcuna differenza sostanziale rispetto allo spazio ideografico.

### Lineetta ondulata
| Simbolo | Unicode | JIS X 0213 | Codifica |
| ------- | ------- | ---------- | -------- |
| 〜      | U+301C  | 1-1-33     | &#12316; |

La lineetta ondulata (波ダッシュ?, nami dasshu) assomiglia a una tilde allungata. In giapponese viene utilizzata per:

La lineetta ondulata

- indicare degli intervalli: 5時〜6時 (dalle 5:00 alle 6:00); 東京〜大阪 (da Tokyo a Osaka). In questi casi si legge come … kara… made (…から…まで);
- separare un titolo dal sottotitolo sulla stessa riga. (In italiano viene spesso utilizzata la lineetta, mentre in inglese si preferiscono i due punti.);
- evidenziare i sottotitoli: 〜概要〜 (osservazioni);
- sostituire le parentesi quando vengono utilizzati a due a due: 〜〜答え〜〜 (risposta);
- indicare l'origine: フランス〜 (dalla Francia);
- allungare la vocale finale, soprattutto per un effetto comico o kawaii: ですよね〜 (dico bene?); あ〜〜〜 (ahh!);
- suggerire la presenza di una musica: ♬ 〜;
- separare un testo da un altro, come le greche separatrici sui quaderni della scuola primaria: 〜〜〜〜〜 oppure 〜・〜・〜.

## Altri segni di punteggiatura di uso comune

### Due punti
： 
I due punti (コロン?, koron, colon) consistono in una coppia di punti fermi posizionati verticalmente l'uno sull'altro, la cui funzione principale è quella di indicare che la frase che li segue dimostra, chiarifica o spiega ciò di cui si è parlato in precedenza. Questo segno di punteggiatura potrebbe anche introdurre una lista, a cui viene fatto riferimento nella frase che lo precede. Anche se esso non fa parte della punteggiatura giapponese, viene talvolta utilizzato nei saggi accademici.
Come in italiano, i due punti vengono spesso utilizzati per separare le unità di tempo (4:05, anziché 4時5分 oppure 4分5秒, rispettivamente "quattro ore e cinque minuti" e "quattro minuti e cinque secondi").

### Punto esclamativo
！ 
Il punto esclamativo (感嘆符?, kantanfu, punto ammirativo) viene generalmente usato dopo una interiezione o esclamazione per indicare forti emozioni oppure un elevato tono di voce e, solitamente, svolge allo stesso tempo il ruolo del punto fermo, ossia quello di concludere la frase. Una frase che termina con un punto esclamativo potrebbe essere un'esclamazione vera e propria ("Wow!", "Ehi!"), un comando ("Smettila!"), oppure una frase che implica una sorpresa ("Hanno trovato le impronte di un cane gigantesco!").
Anche se il punto esclamativo non viene mai utilizzato nella lingua scritta formale, esso è molto comune negli scritti informali, nelle fanfiction e nei manga.

### Punto interrogativo
？ 
Nella lingua formale tutte le frasi, comprese le domande, terminano con il punto fermo (。). Tuttavia il punto interrogativo è comunque un segno di punteggiatura estremamente comune, soprattutto nell'ambito informale, nei manga e nelle fanfiction. Il suo nome giapponese è 疑問符 (gimonfu, punto di domanda), anche se esso è conosciuto anche, in maniera meno formale, come はてなマーク (hatena māku, segno di domanda), oppure con la dicitura inglese question mark (クエスチョンマーク, kuesuchonmāku, o クエッションマーク, kuesshonmāku).

### Nota musicale
♪ 
Questo segno, posto in mezzo o alla fine di una frase, indica il fatto che essa faccia parte del testo di una canzone o che debba essere pronunciata cantando. Esempio: うさぎおひし♪ かのやま♪ ("Ho inseguito i conigli♪ sulla collina♪; questa canzone è nota con il nome di Furusato).